# Гемба (менеджмент)

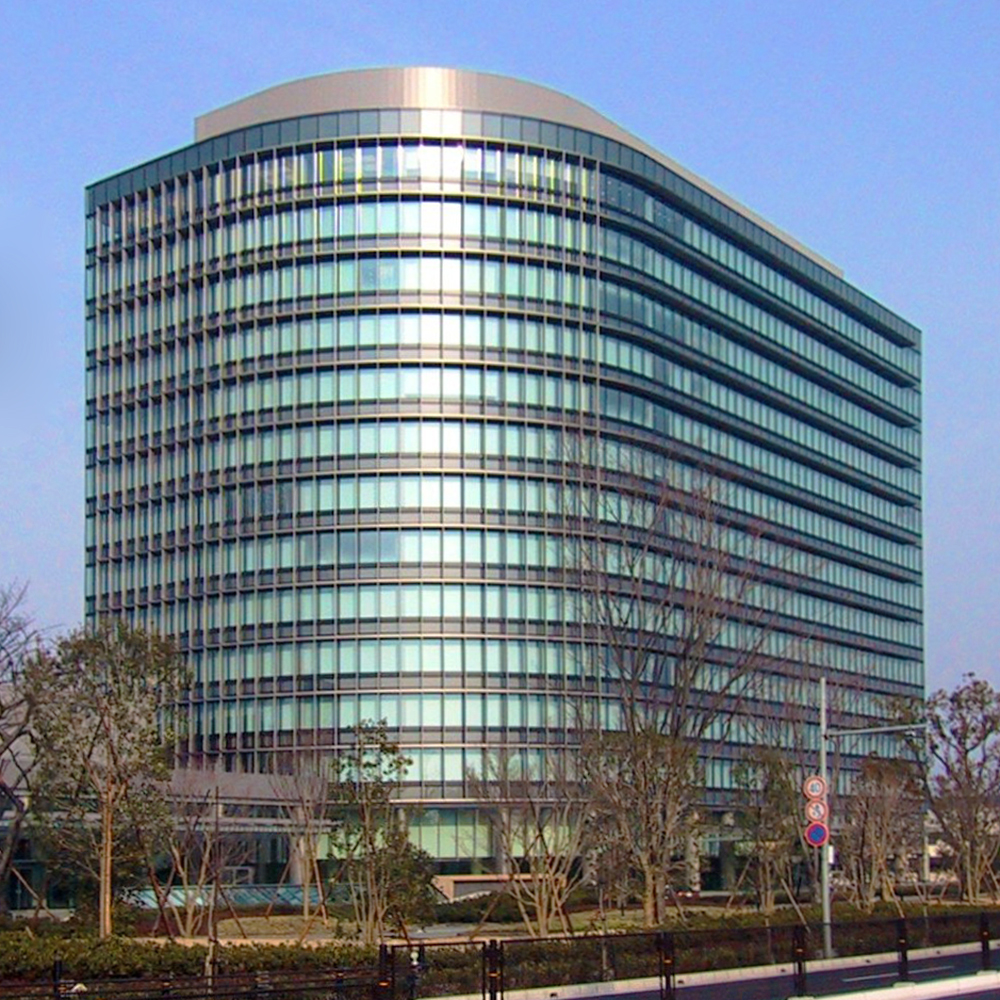
Toyota — японська компанія, що успішно застосовує Kaizen Genba на практиці

Гемба (яп. 現場 — гемба) — японський термін, що означає місце, де формується продукція або надаються послуги. Ідея Гемба з позиції менеджменту полягає в тому, що якщо проблема виникає, то фахівці повинні йти в Гемба, зібрати на місці дані, встановити причину і запропонувати вирішення проблеми. У широкому сенсі Гемба означає місця скоєння трьох основних дій в бізнесі: розробка, виробництво та збут продукції, або послуг. Управління з Гемба є складовою частиною ощадливого виробництва.

## Правила Гемба
Використовують п'ять (золотих) правил менеджменту Гемба:
1. Коли виникає проблема (ненормальне становище), перш за все, йдіть до Гемба.
2. Перевіряйте гембуцу — пов'язане з цим обладнання.
3. Приймайте контрзаходи на місці.
4. Шукайте докорінну причину.
5. Стандартизуйте, щоб уникнути повторення.